# Église protestante (Charleroi)

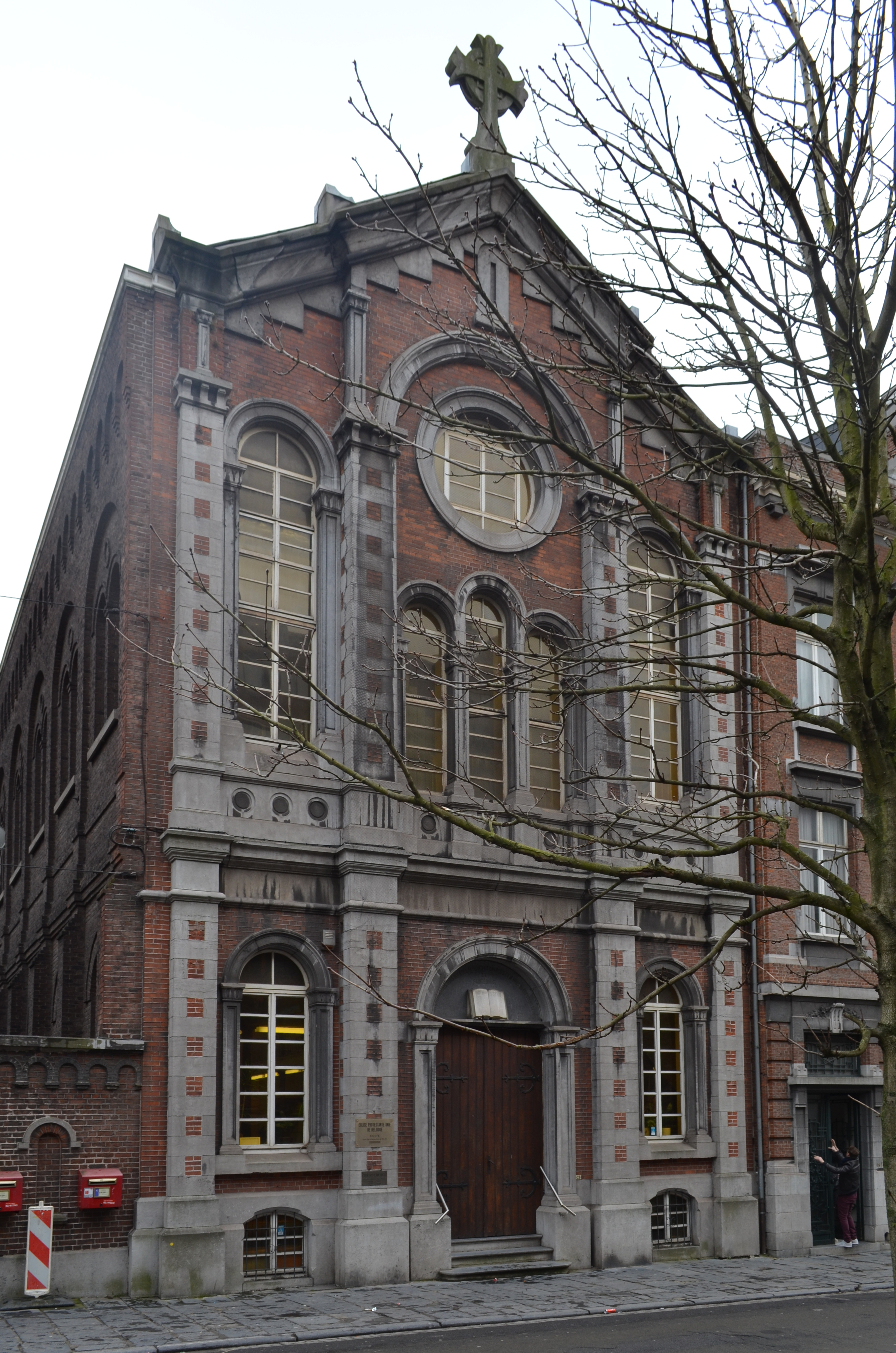
Die Église Protestante in Charleroi

Das Église protestante ist ein Kirchengebäude der Vereinigten Protestantischen Kirche von Belgien in Charleroi in der belgischen Provinz Hennegau in der Region Wallonien. Das Bauwerk ist seit 1990 ein in der Kategorie Monument geschütztes Kulturdenkmal Walloniens.

## Geschichte
Die Église protestante am Boulevard Audent in Charleroi war eines der ersten protestantischen Kirchengebäude in Wallonien und nach Einschätzung der wallonischen Denkmälerverwaltung der einzige Kirchenbau, der von einer repräsentativen Architektur geprägt ist. Der Entwurf für die 1880 errichtete Kirche stammte von dem Architekten Dubois. Der Bau war notwendig geworden, da im katholisch geprägten Gebiet der großen Industriezentren um Lüttich Zuzug von Arbeitern evangelischen Glaubens stattfand.
Die Kirche ist eine Basilika auf einem rechteckigen Grundriss mit einer Fassade im eklektischen Stil, die durch den Wechsel aus Steinen und Ziegeln sowie Dekorationen aus behauenen Steinen gegliedert wird. Den dreieckigen Giebel krönt ein großes Kreuz. Der Innenraum wird von zwei Galeriegeschossen mit umlaufen Emporen gegliedert, die von gusseisernen Säulen getragen werden.
In der Kirche fand im Jahr 1900 die Ordination des deutschen Theologen Georg Fritze statt.